# Balduin 4. af Jerusalem
Balduin 4. (fransk: Baudouin; latin: Balduinus; 1161 – 16. marts 1185), kaldet Den spedalske eller Den spedalske konge, regerede som konge af Jerusalem fra 1174 til sin død. Han var søn af Amalrik 1. af Jerusalem og hans første hustru Agnes af Courtenay.

## Tidlige liv
Balduin tilbragte sin barndom ved hoffet hos sin far Kong Amalrik 1. af Jerusalem. Han havde lidt kontakt med sin mor Agnes af Courtenay, som hans far var blevet tvunget til at skille sig fra. Balduin 4. blev uddannet af historikeren Vilhelm af Tyrus (senere ærkebiskop af Tyrus og rigets kansler), der lavede en foruroligende opdagelse om prinsen: Han og hans venner legede en dag, hvor de forsøgte at skade hinanden ved at presse deres negle ind i hinandens arme, men Balduin følte ingen smerter. Vilhelm genkendte straks dette som et tegn på alvorlig sygdom, men det blev ikke endeligt identificeret som spedalskhed før et par år senere. Begyndelsen på puberteten accelererede hans sygdom i dens mest alvorlige form.
Balduins far døde i 1174, og den unge konge blev kronet den 15. juli samme år, i en alder af 13 år. Mens han var umyndig blev kongeriget styret af to på hinanden følgende regenter, den første var Miles af Plancy, dog uofficielt, og derefter Raymond 3. af Tripoli, hans fars fætter. I 1175 indgik Raymond 3. en traktat med Saladin.
Ramt af spedalskhed forventedes det ikke, at Balduin ville regere længe eller få børn, og hoffolk og stormænd placeredes sig for at få indflydelse over Balduins søster, Sibylla og halvsøster, Isabella. Sibylla blev opdraget af deres tante Ioveta på klosteret i Betania, mens Isabella var ved hoffet hos sin mor, enkedronning Maria Komnene i Nablus .  

## Regeringstid
Raymond's regentskab sluttede på den anden årsdag for Balduins kroning. Den unge konge var nu myndig. Han ratificerede ikke Raymond's traktat med Saladin, men gennemførte i stedet plyndringerne i retning af Damaskus og omkring Bekaa-dalen . Han udnævnte sin morbror, Joscelin 3., af navn greve af Edessa, til seneschal efter at han var blevet købt fri. Joscelin var hans nærmeste mandlige slægtning, der ikke havde et krav på tronen, så han blev anset som en pålidelig støtte. Faktisk beviste han sin loyalitet.
I sin egenskab af regent havde Raymond af Tripoli indledt forhandlinger om ægteskab mellem prinsesse Sibylla og Vilhelm af Montferrat, fætter til Ludvig 7. af Frankrig og Frederik Barbarossa, den tysk-romerske kejser. Vilhelm ankom i begyndelsen af oktober og blev greve af Jaffa og Ashkelon i forbindelse med sit ægteskab.
I 1174, da han var 13 år gammel, angreb Balduin med succes Damaskus for at trække den muslimske sultan Saladin væk fra Aleppo. I 1176 ledte han mænd fra fronten i lignende angreb på Damaskus og Andujar for at afvise muslimske angreb. Balduin planlagde også et angreb på Saladins magtbase i Egypten. Han sendte Renaud af Châtillon (den tidligere prins af Antiochia gennem sit ægteskab med Amalrik 1.'s kusine Konstance af Antiokia) til Konstantinopel som udsending til Manuel 1. Komnenos for at opnå byzantinsk flådestøtte. Renaud var for nylig blevet løsladt fra fangenskab i Aleppo: Manuel betalte hans løsesum, da han var stedfar til Kejserinde Maria af Antiokia. Manuel søgte genetableringen af det ortodokse patriarkat i kongeriget og arrangerede ægteskabet mellem Bohemond 3. af Antiokia og hans oldebarn Theodora Komnene, søster til enkedronning Maria. Renaud vendte tilbage tidligt i 1177 og blev belønnet med ægteskab med Stephanie af Milly, enkearving. Dette gjorde ham til herre over Kerak og Transjordanien. Balduin forsøgte at sikre, at Renaud og Vilhelm af Montferrat samarbejdede om forsvaret i syd. I juni døde Vilhelm dog i Ashkelon efter flere ugers sygdom, hvorved han efterlod sin enke Sibylla gravid med den senere Balduin 5.
I august ankom kongens fætter Filip af Flandern til Jerusalem på korstog. Filip krævede at Balduins søstre blev gift med hans vasaller. Filip hævdede, som Balduins nærmeste mandlige slægtning på sin faders side (han var Fulkos barnebarn, Raymond var Melisendes nevø og dermed fætter til Balduins far), en autoritet, der fortrængte Raymonds regentskab. "Haute Cour" nægtede at acceptere dette, og Balduin af Ibelin fornærmede offentligt Filip. Den fornærmede Filip forlod kongeriget og kæmpede i stedet i Fyrstendømmet Antiochia. Slægten Ibelin var støtter af enkedronningen Maria, og det er muligt, at Balduin af Ibelin handlede på denne måde i håb om selv at blive gift med en af Balduins søstre.
I november 1177 besejrede Balduin og Renaud de Châtillon Saladin med hjælp fra Tempelridderne i den berømte slag ved Montgisard. Samme år gav Balduin sin tilladelse til at hans stedmor, enkedronningen, kunne gifte sig med Balian af Ibelin, et forsonende træk for begge, men det medførte risici i betragtning af Ibelins ambitioner. Med Marias støtte forsøgte Ibelin'erne også at få prinsesserne Sibylla og Isabella gift ind i deres slægt.  
I 1179 led kongen nogle militære tilbageslag i nord. Den 10. april førte han et angreb på kvæg nær Banias, men han blev overrasket af Saladins nevø Farrukh Shah. Balduins hest løb løbsk, og i forsøget på redde kongen blev kongerigets højt respekterede konstabel, Humfried 2. af Toron, dødeligt såret. Den 10. juni tog Balduin som reaktion på kavaleriangreb i nærheden af Sidon sammen med Raymond af Tripoli og tempelriddernes stormester Odo af Saint Amand en styrke til Marj Uyun. De besejrede de angribere, der havde vadet over Litani-floden, men blev fanget af Saladins hovedstyrke. Kongen (som ikke i stand til at stige på hesten igen uden hjælp) blev smidt af hesten og måtte bæres fra slagmarken på ryggen af en anden ridder, da hans vagter skar en vej ud. Grev Raymond flygtede til Tyrus, og kongens stedfar Reginald af Sidon reddede en række af de flygtende tropper, men blandt de tilfangetagne var tempelriddernes stormester, Balduin af Ibelin og Hugo af Tiberias, en af Raymond af Tripolis stedbørn. I august faldt den ufærdige borg Jacobsfort til Saladin efter en kort belejring med nedslagtning af halvdelen af tempelridder-garnisonen. 

## Forhold til Guy af Lusignan
I sommeren 1180 giftede Balduin 4. Sibylla med Guy af Lusignan, broderen til konstablen Amalrik af Lusignan. Tidligere historikere hævdede, at Sibyllas andet ægteskab helt skyldtes indflydelsen fra kongens mor. Imidlertid argumenterer Hamilton for, at dette ukritisk afspejler Vilhelm af Tyrus og Ibelin'ernes personlige utilfredshed. En plan om at gifte Sibylla med Hugo 3. af Burgund var brudt sammen. Raymond af Tripoli ser ud til at have forsøgt at gifte hende med Balduin af Ibelin for at styrke sin magtbase. Et udenlandsk match var vigtig for kongeriget, hvilket bragte muligheden for ekstern hjælp. Med den nye franske konge Filip 2. som mindreårig, var Guys status som vasal af kongens fætter Henrik 2. af England, som skyldte paven som straf en pilgrimsrejse, nyttig i denne henseende. Balduin forlovede også sin 8-årige halvsøster Isabella med Humfried 4. af Toron, og tilbagebetalte dermed en æresgæld til Humfrieds bedstefar, der havde givet sit liv for kongen ved Banias, og fjernede dermed Isabella fra hendes mors og Ibelin'ernes fraktion (hendes forlovede var Renaud af Châtillons stedsøn).
Guy havde tidligere været allieret med Renaud, som nu drog fordel af sin stilling ved Kerak og chikanerede handelskaravanerne mellem Egypten og Damaskus. Efter at Saladin havde gjort gengælf for disse angreb på felttog, som kulminerede i Slaget ved Belvoir i 1182, udnævnte Balduin, som nu var blind og ude af stand til at gå, Guy til regent for kongeriget. I juni 1183 havde Saladin imidlertid erobret Aleppo og afsluttet sin omringning af Jerusalem.
Ikke desto mindre var Balduin blevet fornærmet af Guys handlinger som regent. Guy deltog i bryllupsfesten for Isabella (nu ca. 11 år gammel) og Humfried, der blev afholdt i Karak. Festlighederne blev imidlertid afbrudt af Saladin, som belejrede fæstningen med bryllupsgæsterne inden i. Balduin samlede den styrke han havde og hævede belejringen, men Guy nægtede at kæmpe mod Saladin og Saladins tropper formåede at flygte. Balduin kunne ikke tolerere dette og afsatte Guy som regent. I skam trak Guy sig tilbage til Ashkelon og tog sin hustru prinsesse Sibylla med sig. Selvom Balduin var på retur, på grund Saladins sejre ved Belvoir, Beirut og Kerak, blev Saladins felttog i Det hellige land forsinket, til det sidste af Balduins regeringstid.

## Fælles kongedømme og død
Selvom Balduin ikke ser ud til at have haft noget fjendskab til sin søster, udnævnte Balduin sin 5-årige nevø Balduin af Montferrat som sin arving og efterfølger med støtte fra Agnes og hendes mand Reginald af Sidon, Raymond, og mange af de andre baroner, og afskrev dermed Sibylla fra tronfølgen. Raymond skulle fungere som formynder for den spæde barnearving og senere som regent, hvis Balduin 4. skulle dø, men Balduin 4. ville selv fortsætte med at herske. Barnet blev kronet som medkonge som Balduin 5. den 20. november 1183.
I de første måneder af 1184 forsøgte Balduin at annullere ægteskabet mellem Sibylla og Guy. Dette blev forpurret af, at de holdt fast i Ashkelon, og at Guy nægtede at deltage i annulleringsprocessen. Det militære felttog for at komme Kerak til undsætning og den dynastiske kamp havde svækket Balduin betydeligt. Han døde i Jerusalem i foråret 1185, få måneder efter sin mor Agnes' død i Akko i slutningen af 1184. Selvom han ofte led af eftervirkningerne af spedalskhed og regerede med regentskabs regeringer, var Balduin i stand til at opretholde sig som konge i meget længere tid end ellers kunne have været forventet. Som det var blevet besluttet, efterfulgte Balduin 5. sin onkel med Raymond af Tripoli som regent.

## Fremstillinger inden for kunst, fiktion og film
Manuskript illustrationer fra det trettende og fjortende århundrede til Vilhelm af Tyrus' og Ernouls historier giver få indikationer på Balduins sygdom. Han figurerer i en romantisk skildring af Slaget ved Montgisard af Charles-Philippe Larivière i Salles des Croisades på Versailles. Dette værk, der stammer fra omkring 1842, skildrer ham ført i et slag på en båre, hans ansigt udækket og uden ar, med hans sværd i højre hånd. Faktisk var han i Slaget ved Montgisard stadig i stand til at kæmpe på hesteryg, og han holdt sit sværd i venstre hånd, da hans højre hånd og arm var blevet ramt først af hans sygdom.
Balduin optræder, i forskellige grader af historisk nøjagtighed, i en række romaner. Disse inkluderer Król trędowaty (Den spedalske konge) af Zofia Kossak-Szczucka, El unicornio (Enhjørningen) af Manuel Mujica Láinez , The Land Beyond the Sea af Sharon Kay Penman, Jerusalem af Cecelia Holland, Alamut og The Dagger and the Cross af Judith Tarr, The Knights of Dark Renown af Graham Shelby (1969), Saint Francis af Nikos Kazantzakis, The Leper King af Scott R. Rezers T og The Crusader King af Susan Peek. Serafia Cross skrev en trilogi af selvudgivne kristne fiktive romaner centreret omkring Balduin, med titlen The Last King of Legends. Balduin er generelt afbildet som en sympatisk karakter. Balduin har også medvirket i fransk-belgiske tegneserier: L'Étoile de Pourpre ("Den lilla stjerne") (også udgivet som Baudouin IV de Jeruzalem) af Serge Dalens og serie om Sylvain de Rochefort af Michel Bom og Thierry Cayman. Dalens' værk blev oprindeligt illustreret af Pierre Joubert, hvis billeder af Balduin er forbundet med hans image som en rollemodel i den franske spejderbevægelse.  
En fiktiv version af Balduin 4. spilles af Edward Norton i filmen Kingdom of Heaven fra 2005.
Han optræder i novellen Three Ravens on a Red Ground af forfatteren Robert Girardi i forfatterens 1999-samlingen med titlen A Vaudeville of Devils.